# 林肯 (愛達荷州)
林肯（英語：Lincoln）是位於美國愛達荷州邦納維爾縣的一個人口普查指定地區。

## 地理
林肯的座標為43°30′47″N 111°57′52″W / 43.51306°N 111.96444°W，而該地最高點為海拔高度1450米（即4757英尺）。

## 人口
根據2010年美國人口普查的數據，林肯的面積為3.79平方千米，當中陸地面積為3.79平方千米，而水域面積為0.00平方千米。當地共有人口3647人，而人口密度為每平方千米962.27人。